# Astronidium aneityense
Astronidium aneityense är en tvåhjärtbladig växtart som först beskrevs av André Guillaumin, och fick sitt nu gällande namn av Albert Charles Smith. Astronidium aneityense ingår i släktet Astronidium och familjen Melastomataceae. Inga underarter finns listade i Catalogue of Life.